# 勒阿努阿尔
勒阿努阿尔（法語：Le Hanouard，法語發音：[lə anwaʁ]）是法国滨海塞纳省的一个市镇，属于迪耶普区。

## 地理
勒阿努阿尔（49°43'46"N, 0°39'46"E）面积4.32 平方千米，位于法国诺曼底大区滨海塞纳省，该省份为法国北部沿海省份，其西部及北部濒大西洋英吉利海峡，东起顺时针与索姆省、瓦兹省、厄尔省和卡爾瓦多斯省接壤。
与勒阿努阿尔接壤的市镇（或旧市镇、城区）包括：克勒维尔、格兰维尔-拉坦蒂里耶尔、索梅尼勒。

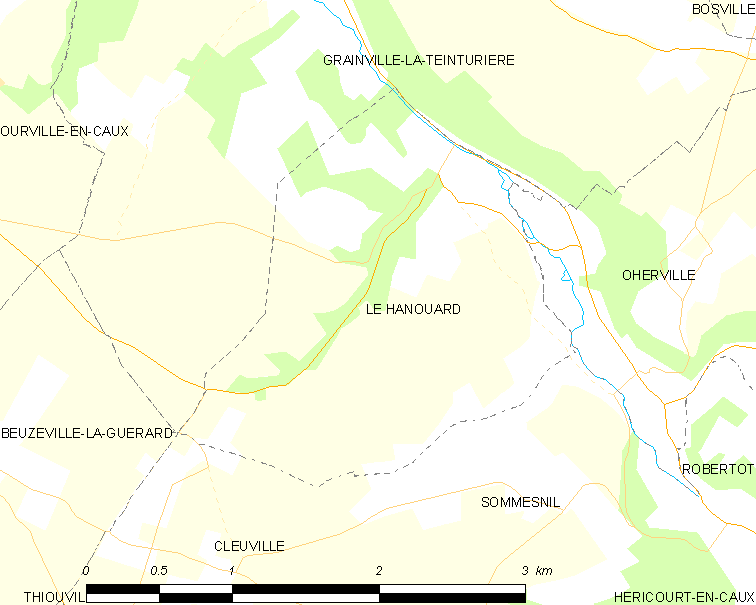
勒阿努阿尔的OSM定位图

勒阿努阿尔的时区为UTC+01:00、UTC+02:00（夏令时）。

## 行政
勒阿努阿尔的邮政编码为76450，INSEE市镇编码为76339。

## 政治
勒阿努阿尔所属的省级选区为科地区圣瓦勒里县。

## 人口

1962-2008年间勒阿努阿尔人口变化图示

勒阿努阿尔于2022年1月1日时的人口数量为267人。